# Protoproutia
Protoproutia is een geslacht van vlinders van de familie spanners (Geometridae), uit de onderfamilie Sterrhinae.

## Soorten
- P. albisignatus Hoffmann, 1934
- P. laredoata Cassino, 1931
- P. rusticaria McDunnough, 1939